# Abdulvahab Salamzade
Pour les articles homonymes, voir Salamzade.
 (août 2024).
La mise en forme du texte ne suit pas les recommandations de Wikipédia : il faut le « wikifier ».
Les points d'amélioration suivants sont les cas les plus fréquents :
- Les titres sont pré-formatés par le logiciel. Ils ne sont ni en capitales, ni en gras.
- Le texte ne doit pas être écrit en capitales (les noms de famille non plus), ni en gras, ni en italique, ni en « petit »…
- Le gras n'est utilisé que pour surligner le titre de l'article dans l'introduction, une seule fois.
- L'italique est rarement utilisé : mots en langue étrangère, titres d'œuvres, noms de bateaux, etc.
- Les citations ne sont pas en italique mais en corps de texte normal. Elles sont entourées par des guillemets français : « et ».
- Les listes à puces sont à éviter, des paragraphes rédigés étant largement préférés. Les tableaux sont à réserver à la présentation de données structurées (résultats, etc.).
- Les appels de note de bas de page (petits chiffres en exposant, introduits par l'outil «  Source ») sont à placer entre la fin de phrase et le point final[comme ça].
- Les liens internes (vers d'autres articles de Wikipédia) sont à choisir avec parcimonie. Créez des liens vers des articles approfondissant le sujet. Les termes génériques sans rapport avec le sujet sont à éviter, ainsi que les répétitions de liens vers un même terme.
- Les liens externes sont à placer uniquement dans une section « Liens externes », à la fin de l'article. Ces liens sont à choisir avec parcimonie suivant les règles définies. Si un lien sert de source à l'article, son insertion dans le texte est à faire par les notes de bas de page.
- La présentation des références doit suivre les conventions bibliographiques. Il est recommandé d'utiliser les modèles {{Ouvrage}}, {{Chapitre}}, {{Article}}, {{Lien web}} et/ou {{Bibliographie}}. Le mode d'édition visuel peut mettre en forme automatiquement les références.
- Insérer une infobox (cadre d'informations à droite) n'est pas obligatoire pour parachever la mise en page.

Pour une aide détaillée, merci de consulter Aide:Wikification.
Si vous pensez que ces points ont été résolus, vous pouvez retirer ce bandeau et améliorer la mise en forme d'un autre article.
 (août 2024).
Abdulvahab Salamzade (en azéri : Əbdülvahab Rəhim oğlu Salamzadə ; né le 16 février 1916 à Chamakhi et mort le 19 août 1983 à Bakou) est un architecte azerbaïdjanais, professeur (1967), scientifique émérite (1982), membre titulaire de l'Académie des sciences de la RSS d'Azerbaïdjan (1983).

## Biographie
Après avoir obtenu son diplôme de l'Institut industriel d'Azerbaïdjan en 1939, A. Salamzade travaille comme architecte à Azdevlatlayihe (Institut de projet) et, entre 1944 et 1947, il poursuit ses études pour écrire sa thèse à l'Académie des sciences de la RSS d'Azerbaïdjan. Il continue à  travailler à l'Institut d'architecture et d'art de l'Académie des sciences d'Azerbaïdjan de 1944 à 1983. Ainsi, depuis 1951, il est chef du Département d'histoire et de théorie de l'architecture à l'Institut d'architecture et d'art d'Azerbaïdjan, et depuis 1957, directeur adjoint.

## Recherches
A. Salamzadeh est le premier scientifique azerbaïdjanais à étudier les monuments architecturaux de l'Azerbaïdjan. Ses mérites lui appartiennent dans l'étude des écoles d'architecture du Nakhitchevan et de Shirvan, l'identification des écoles d'architecture de Tabriz et d'Arran.
Abdulvahab Salamzade parcourt les régions de l'Azerbaïdjan, observe l'état des monuments architecturaux, mesure leurs dimensions et participe à l'élaboration des croquis de restauration. En 1965, Abdulvahab Salamzade soutient sa thèse de doctorat et obtient le grade de docteur en études artistiques. Il reçoit le titre de professeur en 1967 ; en 1968 il est élu membre correspondant de l'Académie des Sciences de la RSS d'Azerbaïdjan et membre à part entière en 1983.

## Travaux de restauration
Salamzade est l'un des fondateurs de l'École nationale d'études artistiques d'Azerbaïdjan. Il participe à la restauration des monuments architecturaux tels que les mausolées de Momine Khatun et Yusif ibn Kuseir au Nakhitchevan.
En 1958-1959, Salamzade participe à la restauration du mausolée du village de Karabaglar, réalise un croquis basé sur des fragments survivants de la composition.
En 1962, il devient vice-président du Conseil scientifique et méthodique pour la protection des monuments culturels du Présidium de l'Académie des sciences de la RSS d'Azerbaïdjan.
Il est membre du conseil d'administration et du présidium de l'Union des architectes de la RSS d'Azerbaïdjan.
En 1982, selon le projet de Salamzade, le mausolée du célèbre poète azerbaïdjanais Molla Panah Vaguif est érigé à Choucha sur la tombe.
Salamzade est l'auteur d'ouvrages tels que:
- Les monuments parlent  (Bakou, 1952)
- Les monuments de l'Azerbaïdjan (Bakou, 1958)[3]
- Adjemi Nakhchivani  (Bakou, 1976)
- Les monuments le long d'Araz (avec Kamil Mamedzade ; Bakou, 1979)
- Histoire de l'architecture de l'Azerbaïdjan, écrit en russe avec Mikayil Useynov et Leonid Bretanitsky (Moscou, 1963).

## Mémoire
L'une des rues de la ville de Bakou porte le nom d'Abdul Vahab Salamzade.